# Người Argentina
Người Argentina (tiếng Tây Ban Nha: argentinos; ngữ pháp: argentinas) là những người được xác định với quốc gia Argentina. Kết nối này có thể là dân cư, hợp pháp, lịch sử hoặc văn hóa. Đối với hầu hết người Argentina, một số (hoặc tất cả) các kết nối này tồn tại và được gọi chung là nguồn gốc của người Argentina.
Argentina là một xã hội đa sắc tộc và đa ngôn ngữ, nơi có nhiều nguồn gốc dân tộc, tôn giáo và quốc gia khác nhau, với phần lớn dân số được tạo thành từ Cựu thế giới người nhập cư và hậu duệ của họ. Kết quả là, người Argentina không đánh đồng quốc tịch của họ với dân tộc, nhưng với quốc tịch và lòng trung thành với Argentina. Ngoài dân số bản địa, gần như tất cả người Argentina hoặc tổ tiên của họ đã di cư trong vòng 5 thế kỷ qua. Trên thực tế, trong số các quốc gia trên thế giới đã nhận được nhiều người nhập cư nhất trong lịch sử hiện đại, Argentina, với 6,6 triệu người, đứng thứ nhì trước Hoa Kỳ (27 triệu), và trước các điểm đến nhập cư khác như Canada, Brasil và Úc.
Theo điều tra dân số năm 2010 [INDEC], Argentina có dân số 40.091.359 người, trong đó 1,805,957 hoặc 4,6%, được sinh ra ở nước ngoài. Đất nước từ lâu đã có tỷ lệ tăng trưởng thấp nhất của Mỹ Latinh, ước tính năm 2008 là 0,917% hàng năm, với tỷ lệ sinh là 16,32 ca sinh sống trên 1.000 dân và tỷ lệ tử vong là 7,54 người trên 1000 dân. Nó cũng có tỷ lệ tử vong trẻ sơ sinh tương đối thấp. Đáng chú ý, mặc dù, tỷ lệ sinh của nó vẫn cao gần gấp đôi (2,3 con/phụ nữ) như ở Tây Ban Nha hay Ý, mặc dù con số tôn giáo tương đương. Độ tuổi trung bình là khoảng 30 năm và tuổi thọ trung bình là 76 tuổi.

## Hoạt động kinh tế
Argentina là một quốc gia được đô thị hóa cao, 30% dân số sống ở thủ đô Buenos Aires. Vào thế kỷ 19 và đầu thế kỷ 20, dân số được chia thành hai nhóm, các kabitesitos negros (các tỉnh) và các porteños (cư dân vốn). Trong những năm này, một lượng lớn người di cư từ các tỉnh đã đến thủ đô, ranh giới giữa các nhóm này bắt đầu mờ dần. Bây giờ có một dòng chảy của cư dân trở lại tỉnh. Hiện nay, đất nước đã phát triển công nghiệp và nông nghiệp, nơi mà dân số làm việc chính của đất nước được tuyển dụng. Nuôi gia súc di dời trong thời kỳ nhập cư đại chúngChâu Âu, nhưng trước khi chăn nuôi đóng một vai trò rất quan trọng. Nó là ngành công nghiệp lâu đời nhất, và bây giờ nó chiếm một vị trí nổi bật trong nền kinh tế. Chủ yếu là bò thịt được trồng. Ở một số tỉnh, nghề chăn nuôi bò sữa được thực hiện.
Trong nông nghiệp, các loại cây trồng chính là ngũ cốc và hạt có dầu. Trong đó, Argentina hoàn toàn đáp ứng được nhu cầu và xuất khẩu của mình. Trái cây nhiệt đới, chuối, dứa và xoài được trồng ở phía đông bắc. Ở phía tây bắc - táo, anh đào, mận. Argentina là nhà sản xuất lớn nhất của người bạn đời (trà Paraguay) sau Paraguay và Brasil. Trong sản xuất rượu vang, nó chỉ đứng thứ hai sau Pháp, Ý và Tây Ban Nha.
Ở một số tỉnh Ấn Độ truyền thống hoặc thủ công mỹ nghệ có niên đại về văn hóa Ấn Độ được bảo tồn. Ở phía bắc, làm tàu đất, túi đan và giỏ. Ở tỉnh Salta, poncho có sự kết hợp đặc trưng của màu đỏ và đen cho Quechua. Ở Cajamarca, ponchos được làm từ vigoni. Ở nhiều nơi, ngành nghề truyền thống Gaucho còn sống - chế biến da, sản xuất phụ kiện cho cưỡi, bao kiếm, kéo.

## Văn hóa và Truyền thống
Sự hình thành văn hóa Argentina đã bị ảnh hưởng mạnh mẽ bởi dòng Tên. Họ là một mệnh lệnh rất có ảnh hưởng, ở Mỹ, họ nhận được sự tự do hoàn toàn hành động. Dòng Tên đã tạo ra các khu định cư (cắt giảm dòng Tên), nơi họ đã cố gắng chuyển đổi người da đỏ thành Cơ đốc giáo, để phụ thuộc họ theo ý muốn của họ và làm cho họ sống theo mô hình Tây Ban Nha. Họ hối lộ các nhà lãnh đạo (cacique), đưa cho họ danh hiệu Tây Ban Nha, gọi họ là "hidalgo", và được miễn thuế như quý tộc. Dòng Tên được giáo dục nhiều hơn những người chinh phục, và mang lại một cấp độ cao hơn về kỹ thuật nông nghiệp, dạy nghề thủ công người Ấn Độ và chuyển giao một số yếu tố văn hóa tâm linh. Người da đỏ làm việc trong các hội thảo khác nhau, trong các lĩnh vực, xây dựng đền thờ. Điều này mang lại thu nhập lớn cho các dòng Tên và vương miện Tây Ban Nha. Một trong những phương tiện mạnh nhất ảnh hưởng đến ý thức của người da đỏ là âm nhạc tâm linh. Hoạt động này nhằm mục đích biến người Ấn Độ thành những người hầu khiêm nhường của Giáo hội Công giáo. Nhưng vào năm 1767, các hoạt động của án lệnh đã bị cấm, cả ở Tây Ban Nha lẫn thuộc địa của nó.
Loại điển hình của Argentina là một chiếc đồng hồ, một cư dân của Pampa, một người chăn cừu, một tay đua thông minh. Từ này có nghĩa là "đứa trẻ mồ côi, con trai bất hợp pháp". Tự hào, nhân vật bất khuất của ông được hình thành trong cuộc chiến chống lại động vật hoang dã. Gaucho là hậu duệ của những người Tây Ban Nha với người Ấn Độ. Nhưng sau này Gaucho trở thành những người nhập cư khác, người Ireland, người Scotland, người Basque. Bây giờ loại người này đã biến mất, nhưng chủ trại chăn nuôi và người chăn cừu tiếp tục được gọi đó.
Cốt lõi của đất nước là Creoles. Một người Argentina điển hình bây giờ được gọi là "Creole" (criollo). Trong sự phát triển của văn hóa Argentina, có hai xu hướng: truyền thống, Tây Ban Nha-Ấn Độ, ở các khu vực bên trong, và quốc tế, gần với châu Âu, phát âm ở thủ đô. Cuộc sống hiện đại và văn hóa dân gian của nông dân phát sinh trên cơ sở hướng đầu tiên. Nhà ở, trang trại, được làm bằng nguyên liệu thô. Mái nhà có gạch đỏ. Sàn nhà là đất. Một poncho, áo choàng len, đã được mặc trong quần áo trong một thời gian dài. Nó đã được đeo trên áo khoác. Quần rộng - như sharovar, tạp dề (chirip). Headgear - sombrero. Giày - dép (alpargats) hoặc giày da.
Thức ăn chính của quốc gia là thịt nướng. Asado, thịt nướng và churrasco, thịt xiên que được ưa chuộng hơn. Các món ăn từ ngũ cốc khác nhau được phổ biến rộng rãi. Đồ uống yêu thích - yerba-mate (trà Paraguay). Đây là một loại thuốc bổ đắng. Uống nó qua ống hút (bom), và uống nó là một nghi lễ quốc gia thực sự.
Truyền thống nghệ thuật ứng dụng được bảo tồn, đặc biệt là ở tỉnh. Ví dụ, tỉnh Tucuman nổi tiếng với thảm và chăn mền đầy màu sắc của nó, Formosa - wicker sombreros, Corrientes - sản phẩm được làm từ gỗ và gốm sứ. Trong dệt được sử dụng thuốc nhuộm tự nhiên, lá, rễ, vỏ cây. Tại Buenos Aires, tổ chức triển lãm nghệ thuật dân gian.
Tại trung tâm của âm nhạc Argentina là yếu tố Tây Ban Nha. Gaucho để lại rất nhiều dòng thơ và giai điệu thơ không tên đã trở thành văn hóa dân gian. Đặc điểm công việc của họ là những giai điệu dài và buồn. Những điệu nhảy Gaucho được phân biệt bởi sự thể hiện của họ, cũng như nghệ thuật của họ khi cưỡi ngựa. Dân gian nhảy múa - nhóm, sống động và tràn đầy năng lượng. Dụng cụ - guitar và mandolin. Nhạc cụ Ấn Độ tiếp tục sống - sáo (siku) và trống (kultrun). Ở nhiều địa phương có những ca sĩ dân ca, người trả lương, không có mà không có kỳ nghỉ nào có thể làm được.
Người sáng lập trường âm nhạc quốc gia là A. Williams, người sáng lập viện bảo tồn (1893). Âm nhạc Ý bị ảnh hưởng mạnh mẽ bởi âm nhạc Ý. Năm 1857, Nhà hát Colon, một trong những nhà hát lớn nhất thế giới, được khai trương. Sản phẩm đầu tiên là vở opera La Traviata của Verdi. Nhà hát được xây dựng bởi các kiến trúc sư người Ý. Nhiều nghệ sĩ nổi tiếng trên thế giới biểu diễn trên sân khấu: E. Karuzo, F. Chaliapin, A. Patti, A. Pavlova, cũng như các nghệ sĩ độc tấu của Nhà hát Bolshoi. Tango mang đến sự nổi tiếng đặc biệt cho người Argentina, một điệu nhảy được sinh ra tại các quán rượu ở Buenos Aires. Lúc đầu nó bị cấm, đó là một điệu nhảy của các lớp thấp hơn. Ông bước vào giai đoạn thế giới chỉ với sự cho phép của Đức Giáo hoàng. Có những tranh chấp về nơi tango được sinh ra, có thể ở châu Âu, Tây Ban Nha, và được đưa đến Argentina bởi những người nhập cư. Nhưng nó trở nên nổi tiếng ở Argentina, và trở về châu Âu vào đầu thế kỷ 20. Có hai biến thể của tango, Châu Âu và Argentina, khác biệt rõ rệt với nhau. Dàn nhạc biểu diễn nhạc tango thường bao gồm piano, violin, guitar và bandoneon (một loại giới tính). Tango không chỉ có thể nhảy mà còn hát. Người biểu diễn tango nổi tiếng nhất thế giới là Carlos Gardel, biệt danh là "vua tango".
Cấu trúc kiến trúc của thổ dân đã không còn tồn tại. Trong thời kỳ thuộc địa, kiến trúc được phát triển dưới ảnh hưởng của người Tây Ban Nha, các thành phố được xây dựng theo kiểu tiếng Tây Ban Nha. Ở trung tâm có "Plaza Major" (quảng trường chính), hoặc ở trung tâm địa hình, hoặc tại cảng (ở các thành phố ven biển). Đây là tòa thị chính (cabildo), cung điện của thống đốc, nhà thờ. Đây là hội chợ và đấu bò. Đó là trung tâm của đời sống xã hội. Thông thường, tám đường phố rời khỏi quảng trường chính. Bố cục là hình chữ nhật. Nhà tư nhân cũng tương tự như tiếng Tây Ban Nha, điển hình cho họ là sân (patio), được bao quanh bởi các phòng trưng bày.
Kiến trúc của thế kỷ 17 rất đơn giản và hoành tráng. Trong thế kỷ 18, baroque Mỹ Latinh phát triển mạnh. Trong giai đoạn tiếp theo, ảnh hưởng của Pháp thâm nhập vào đây, chủ nghĩa cổ điển lan rộng. Nói chung, định hướng phong cách của kiến trúc gần với châu Âu.
Người Argentina cũng đã tạo ra trường văn học của riêng họ. Lúc đầu, nó là nghệ thuật dân gian bằng miệng dựa trên các thể loại thơ ca dân gian Tây Ban Nha, văn hóa dân gian Gaucho (các bài hát ngẫu hứng). Nhà thơ quốc gia đầu tiên là B. Hidalgo (1788–1822), người sáng lập ra hướng văn học Gaucho. Cuộc đời của một Gaucho là một chủ đề chính trong văn học và điện ảnh. Trong thế kỷ XX, xuất hiện và trường múa ba lê của riêng mình. Trước đó, các diễn viên người Ý nhảy múa tại các rạp chiếu phim địa phương, và vào năm 1910, họ đi lưu diễn ba lê người Ba Lan S. P. Dyagilev và đoàn kịch A. P. Pavlova.